# Sparattosyce dioica
Sparattosyce dioica är en mullbärsväxtart som beskrevs av Bur.. Sparattosyce dioica ingår i släktet Sparattosyce och familjen mullbärsväxter. Inga underarter finns listade i Catalogue of Life.